# 石原茂雄
石原 茂雄（いしはら しげお、1947年12月11日 - ）は、日本の政治家。
静岡県御前崎市長を3期務めたほか、静岡県小笠郡浜岡町議会議員、静岡県小笠郡浜岡町議会議長などを歴任した。旭日小綬章受章。

## 経歴
浜岡町では町議会議長も務めた。浜岡町、御前崎町とが平成の大合併で誕生した御前崎市の最初の市長選挙で前浜岡町町長、本間義明、原発に反対の前御前崎町議員、薮内伸哉を破って初当選、2004年4月就任した。その後2008年に無投票で再選を果たした。
掛川市、菊川市、牧之原市との間で作られている「浜岡原発安全等対策協議会」会長、御前崎ケーブルテレビの社長も務めている。
2012年4月15日の市長選挙で元市議の水野克尚と元小笠掛川民主商工会事務局長の村松晴久の2名を破り3選した。なお、この選挙で石原は浜岡原子力発電所再稼動について「国の安全基準が出てから市民と対話し、方向を見いだしたい」と態度を保留していた。
2016年、任期満了に伴う御前崎市長選挙には立候補せず、引退した。

## 浜岡原子力発電所

### 2010年まで
2005年9月16日、中部電力から浜岡原子力発電所4号機でのプルサーマル導入の申し入れを受け、市議会に諮り2006年1月に同意を得た。
2007年7月16日に新潟県中越沖地震のあった直後、7月20日の浜岡原発安全等対策協議会では「3ヶ月程度を目安に受け入れの判断をしたい」と述べている。
2008年4月には4号機でのプルサーマル実施に際して安全性の確保等に関する要請を経済産業副大臣の新藤義孝に対して行った。

### 2011年
2011年1月17日、2009年8月11日の駿河湾地震以来停止していた5号機の再開に同意した。
3月11日の東北地方太平洋沖地震の津波により福島第一原子力発電所が重大な事態（福島第一原子力発電所事故）になった後、同年3月15日に浜岡原子力発電所を視察した。
4月12日、中部電力の浜岡原子力発電所の発電計画が先送りされたことで2011年度の原発関連交付金が8億8800万円（市の一般会計の約5.3%）減少することとなるため、2015年度までの市の総合計画を見直しすると発表した。また同日訪れた中部電力社長の水野明久に対しては完成まで2、3年かかると説明を受けた防波壁の早期完成を要望した。またこの日の訪問が中部電力が静岡市清水区に建設を予定している太陽光発電施設の建設許可を得るための静岡県知事への訪問途上であったことについて不満をもらした。
4月18日、内閣官房長官の枝野幸男が3号機の運転再開に慎重な考えを表明したことに対しては同意しつつも安全性は浜岡原発だけでなく、国による原発のあり方が示されるべきと注文をつけた。
4月23日、静岡県知事の川勝平太が6号機新設を認めない考えを示したことに対しては「今は6号機などの話をしている時ではない」と発言した。
4月25日から27日にかけて東海村、女川町の視察、大熊町、双葉町が原発事故の影響で移転している会津若松市、加須市を視察、東海村から提案された災害応援協定の締結に前向きの考えを示した。
4月28日に中部電力から業績予想が発表された際に、川勝をはじめ、掛川市長の松井三郎や牧之原市長の西原茂樹が3号機の運転再開に慎重な意見を述べたのに対して「容認するとかしないとかいうべき段階ではない」と述べた。
5月6日、日本政府が現在運転中の浜岡原子力発電所の4号機、5号機の停止を中部電力に要請したことに対して前日の5月5日に経済産業大臣の海江田万里が視察に訪れた際、地元の意見を聞いてから3号機の稼働を判断すると言ったにもかかわらず突如として起きた4号機、5号機の停止要請に対して結論が早すぎる、菅直人内閣の選挙対策ではないかと不満を露にした。翌5月7日に記者会見を行い、市民1200人の雇用、市の予算4割以上が原発関連歳入である現状を説明、ひとたび運転停止した原発の再開には困難があること、運転を継続したままでも対策を強化できるという考えを示した。

## 他の政策
企業立地を推進しており、出光興産の液晶工場を地元に誘致している。また牧ノ原台地の農業用水を工業用水に変える考えも示した。
結婚退職した女性教師を再雇用し補助教員として雇用。

## 栄典
- 2018年 春の叙勲で旭日小綬章を受章[22]